# Fälttåget på Rügen
Fälttåget på Rügen ägde rum mellan 22 och 24 september 1678 under skånska kriget, som slutade med att den svenska ön Rügen i Svenska Pommern erövras av  Brandenburg och Danmark. 
Fälttåget var inledningen till den länge planerade belägringen av Stralsund som följde kort därefter.